# Frans Mostaert

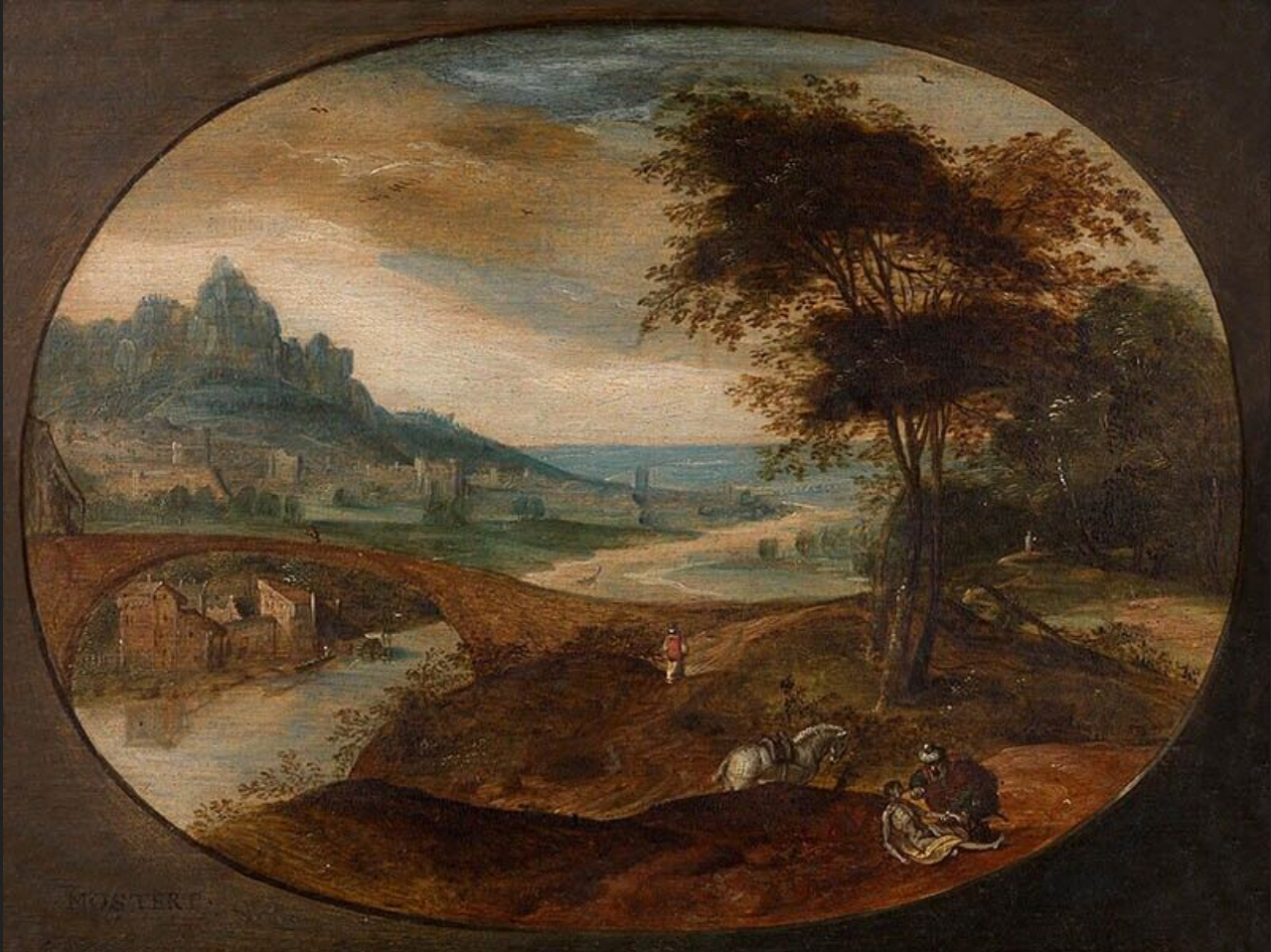
Landschap met de barmhartige Samaritaan, Koninklijk Museum voor Schone Kunsten, Antwerpen

Frans Mostaert (Hulst, 1528 – Antwerpen, ca. 1560) was een Vlaams kunstschilder van landschappen.
De vader van Frans Mostaert was een schilder in het Vlaamse Hulst die met zijn gezin naar Antwerpen verhuisde. Volgens Karel van Mander was de familie verwant aan de Haarlemse schilder Jan Mostaert. Samen met zijn eeneiige tweelingbroer Gillis kreeg Frans les van zijn vader, en vervolgens van Herri met de Bles. In 1555 werden Frans en Gillis toegelaten tot het Antwerpse Sint-Lucasgilde. Enkele jaren later moet Frans al zijn gestorven. In zijn korte loopbaan telde hij onder meer Jan Soens en Bartholomeus Spranger onder zijn leerlingen.
Er is maar één gesigneerd schilderij van Frans Mostaert bekend: het Landschap met de barmhartige Samaritaan in het Koninklijk Museum voor Schone Kunsten in Antwerpen. Een omvangrijk oeuvre zal hij hoe dan ook niet hebben nagelaten, gezien zijn voortijdige dood. Zijn werken zijn vooral door de panoramische vergezichten van Pieter Brueghel de Oude beïnvloed.
- Biografisch Portaal: 30954923
- RKD-Nederlands Instituut voor Kunstgeschiedenis: 57982
- Union List of Artist Names: 500014195
- Virtual International Authority File: 95767973